# میمون شنل‌پوش پیشانی‌سفید گوناگون
میمون شنل‌پوش پیشانی‌سفید گوناگون (نام علمی: Cebus versicolor) گونه‌ای از میمون‌های شنل‌پوش زیبا از کلمبیا است. آن را به عنوان یک زیرگونه از میمون شنل‌پوش پیشانی‌سفید (C. albifrons) طبقه‌بندی کرده بود تجزیه و تحلیل ژنتیکی توسط ژان بوبلی در سال ۲۰۱۲ نشان داد که یک گونه جداگانه است. برخی از نویسندگان کاپوچین پیشانی‌سفید ریو سزار را زیرگونه‌ای از کاپوچین‌های پیشانی‌سفید رنگارنگ می‌دانند.